# Desaparición de Katrice Lee
Katrice Lee desapareció el 28 de noviembre de 1981. La niña británica de dos años fue vista por última vez en un supermercado en Paderborn, Alemania Occidental, donde su familia residía. 

## Antecedentes
Katrice Lee nació el 28 de noviembre de 1979 en el Hospital Militar Británico en Rinteln, Alemania Occidental. Su padre, Richard Lee, era sargento mayor en el 15/19 regimiento de Húsares Reales del Rey del Ejército Británico estacionado en Alemania Occidental, junto con su madre Sharon y su hermana mayor Natasha, vivían en el área de Schloß Neuhaus de Paderborn.

## Desaparición
El 28 de noviembre de 1981, el segundo cumpleaños de Katrice, la familia decidió ir al complejo comercial NAAFI cercano en Schloß Neuhaus para comprar cosas para su fiesta de cumpleaños. La hermana mayor de Katrice, Natasha, decidió que no quería ir de compras, mientras que su tía Wendy y su tío Cliff, que también trabajaban para el ejército británico, habían venido de Bielefeld para la fiesta de cumpleaños. Wendy fue al complejo comercial NAAFI con Katrice y sus padres mientras Cliff se quedó en casa con Natasha. Ritchie Lee los llevó al NAAFI y los esperó en el estacionamiento. El día era el último día de paga antes de Navidad, por lo que el complejo NAAFI estaba excepcionalmente lleno. Katrice decidió que no quería ir en el carrito de compras, por lo que su madre, Sharon, la llevó al supermercado y la dejó en la caja. Sharon salió brevemente de la caja antes de regresar para encontrar que Katrice no se veía por ningún lado. Su tía Wendy pensó que Katrice había seguido a su madre por el pasillo, pero la niña había desaparecido.

### Descripción
Katrice tenía el pelo castaño claro y rizado, ojos marrones, una marca de nacimiento rosa ligeramente a la derecha de la base de su columna vertebral que parecía una erupción y estrabismo en su ojo izquierdo. En el momento de su desaparición, llevaba botas de goma rojas, una trenka turquesa, un vestido de tartán verde y azul con volantes alrededor de los hombros, una blusa blanca debajo y medias blancas. A pesar de pasar su vida en Alemania, Katrice solo hablaba inglés.

## Investigación
La policía militar tomó el caso a su cargo, pero tuvo que negociar con la policía civil alemana porque el edificio de NAAFI estaba dentro de una ciudad alemana, no en locales militares. Tanto el ejército como la policía alemana creían que Katrice había caído al cercano río Lippe y se había ahogado, pero nunca se descubrió ningún cuerpo. La policía alemana se negó a dar la noticia a la prensa, y pasaron seis semanas antes de que apareciera un artículo en el periódico local. La investigación arrojó pocos resultados y, a pesar de dragar el río y realizar investigaciones de casa en casa, no se encontró ningún rastro de Katrice.
La policía volvió a abrir el caso en el 2000, después de que la tecnología informática les ayudara a formar una imagen de cómo podría ser Katrice en el momento actual. Se presentaron personas que nunca habían sido investigadas, incluido un joven que había estado parado cerca de la caja. Una mujer también se adelantó para decir que su novio en ese momento, que estaba en el mismo regimiento que el padre de Katrice, había confesado haber asesinado a un niño. El hombre vivía entonces en Northumbria, y la policía militar lo investigó, pero él lo negó, y la mujer que dio los detalles murió poco después, terminando así la investigación. Luego, la policía militar le dijo a la familia que pensaban que probablemente era una fantasiosa.
Después de que su historia apareciera en el programa de televisión de la BBC Missing Livese se produjeron tres posibles avistamientos de Katrice Lee, cuando durante el programa se mostró una representación digital de la posible apariencia de Katrice a los 29 años. Natasha Lee, la hermana mayor de Katrice, apareció en Crimewatch para resaltar la llamada, después de lo cual una mujer anónima llamó por teléfono y dejó un mensaje en el contestador automático de Richard Lee, diciendo: "busque a su hija en Francia ". La policía se llevó la cinta del contestador automático, pero no hubo nada más en la investigación. El mayor Kevin Bell-Walker, quien dirigía la investigación, dijo: "Con los avances en la detección de los delitos, como las técnicas de búsqueda, la arqueología forense y el perfil de ADN, sugiere que el caso puede progresar después de todo este tiempo que ha pasado".
Una línea de investigación seguida por la policía es que Katrice fue secuestrada intencionalmente del complejo NAAFI, y posiblemente fue criada por otra familia en Alemania, el Reino Unido o en otros lugares de Europa, sin dar cuenta de su verdadera identidad. Lee nació con una condición distintiva en su ojo izquierdo que habría requerido dos operaciones médicas para corregirla, apelaban a que el personal médico con conocimiento de tales operaciones se presentara a declarar si hubieran operado a un niño. En abril de 2018, se anunció que la policía militar británica, junto con la policía alemana, pasaría cinco semanas realizando una búsqueda forense en las orillas del río Alme. La búsqueda no descubrió ninguna información nueva.